# Болквадзе, Мариам
Мариам Болквадзе (груз. მარიამ ბოლქვაძე; род. 1 января 1998, Батуми, Грузия) — грузинская профессиональная теннисистка. Победительница двадцати турниров ITF (восемь — в одиночном разряде).
С 2015 года Болквадзе представляет Грузию на Кубке Билли Джин Кинг, где её рекорд W/L: 7—11.
Финалистка одного юниорского турнира Большого шлема в парном разряде (Уимблдонский турнир-2016).

## Общая информация
Родилась 1 января 1998 года в Батуми, в Грузии.

## Спортивная карьера
В июле 2016 года Мариам дошла до финала юниорского турнира Большого шлема в парном разряде — Уимблдонского турнира (совместно с американкой Кэти Макнэлли), где проиграла американкам Клер Лю и Усуэ Майтане Арконада со счётом 2-6, 3-6.
В 2015—2024 годах стала победительницей восьми турниров ITF в одиночном разряде.
И в 2015—2023 годах стала победительницей ещё двенадцати турниров ITF в парном разряде.

### 2019
В августе 2019 года стала победителем квалификационного отбора и впервые стала участником взрослого турнира серии Большого шлема — в одиночном разряде Открытого чемпионата США, где во втором круге за два сета проиграла опытной чешке Каролине Плишковой со счётом: 1-6, 4-6.

### 2024
В сентябре 2024 года совместно с голландской теннисисткой Сюзан Ламенс участвовали в парном турнире категории WTA 250 в Монастире (Тунис), но в четвертьфинале проиграли Алёне Фалей и Елене Приданкиной со счётом 4-6, 5-7.

## Итоговое место в рейтинге WTA по годам
| Год  | Одиночный рейтинг | Парный рейтинг |
| 2023 | 723               | 515            |
| 2022 | 322               | 311            |
| 2021 | 177               | 255            |
| 2020 | 194               | 428            |
| 2019 | 156               | 446            |
| 2018 | 369               | 487            |
| 2017 | 545               | 630            |
| 2016 | 449               | 546            |
| 2015 | 576               | 727            |
| 2014 | 696               | 952            |
| 2013 | 1203              | 1236           |